# Kaštel Kambelovac (urbanistička cjelina)
Urbanistička cjelina mjesta Kaštel Kambelovca predstavlja zaštićeno kulturno dobro.

## Opis dobra
Povijesna jezgra Kaštel Kambelovca osnovana je u 16.st. oko kule splitske obitelji Cambi. Prostor sjeverno i istočno od kule nasut je 1566.g., te je područje sela uz kulu utvrđeno obrambenim zidom s ulazom na sjeveru. Sjeverno od kule formirao se seoski trg. Jugozapadno je izgrađen kaštel trogirske obitelji Grisogono. Uz obalu je kaštel Piškera koji su krajem 15. st. podigli stanovnici srednjovjekovnog sela Kruševika. Na sjeverozapadu današnjeg naselja nalazi se tzv. Novo selo. Niz kuća na sjeveru činio je bedem naselja. U središtu se nalaze tzv. Kumbatove kule, utvrđene kuće obitelji Cambi iz 15. st. U 19. st. je u sjeveroistočnom dijelu izgrađena bratska kuća i seoska peć.

## Zaštita
Pod oznakom Z-3245 zavedena je pod vrstom "kulturno-povijesna cjelina", pravna statusa zaštićena kulturnog dobra, klasificirano kao "urbana cjelina".